# Тайвань на летних Олимпийских играх 1984
Китайская Республика участвовала в летних Олимпийских играх 1984 под названием «Китайский Тайбэй», и завоевала одну медаль: Цай Вэньи взял «бронзу» в весовой категории до 60 кг.
38 тайваньских спортсменов приняли участие в соревнованиях по лёгкой атлетике (женщины и мужчины), тяжёлой атлетике, стрельбе из лука (женщины и мужчины), велогонкам, фехтованию, современному пятиборью, парусному спорту, стрельбе, борьбе, дзюдо, плаванию (женщины и мужчины).
Самой юной спортсменкой в этой сборной стала пловчиха Чжан Хуэйцзянь (張 惠堅), ей было 14 лет 316 дней.

## Результаты
Тяжёлая атлетика
| Медаль | Спортсмен | Вид спорта       | Дисциплина     |
| ------ | --------- | ---------------- | -------------- |
| Бронза | Цай Вэньи | Тяжёлая атлетика | Мужчины, 60 кг |

Стрельба из лука
- Лу Жуйцюн — 42-е место среди женщин в индивидуальных соревнованиях (2226 баллов)
- Ту Чжичэн — 42 место среди мужчин (2376 баллов)

Плавание
- Чжан Хуэйцзянь

Бейсбол
Соревнования по бейсболу не были включены в официальную программу, этот вид спорта был представлен в качестве показательных выступлений. Команда Тайваня приняла участие в соревнованиях.